# Hotel Transylvania 3: Summer Vacation
Hotel Transylvania 3: Summer Vacation (bra: Hotel Transilvânia 3: Férias Monstruosas; prt: Hotel Transylvania 3: Umas Férias Monstruosas) é um filme de animação estadunidense de 2018, do gênero comédia fantástica, dirigido por Genndy Tartakovsky para a Sony Pictures Animation, com roteiro de Tartakovsky e Michael McCullers. 
O filme é a sequência de Hotel Transylvania 2 (2015), este é o terceiro filme da franquia Hotel Transylvania e conta com os papéis reprisados de Adam Sandler, Andy Samberg, Selena Gomez, David Spade, Steve Buscemi, Molly Shannon, Keegan-Michael Key, Kevin James, Fran Drescher, Asher Blinkoff e Mel Brooks. Foi lançado em 13 de julho de 2018, pela Columbia Pictures. 

## Elenco
- Adam Sandler como Conde Drácula: O lorde das trevas de 540 anos, dono do Hotel Transilvânia e pai de Mavis.
- Selena Gomez como Mavis Drácula Loughran: A filha de Drácula, esposa de Jonathan e mãe de Dennis.
- Andy Samberg como Jonathan "Johnny" Loughran: O marido de Mavis e pai de Dennis.
- Asher Blinkoff como Dennis Drácula "Denisovich" Loughran: O filho de Mavis e Johnny.
- Kevin James como Frank/Frankenstein.
- David Spade como Griffin, o Homem Invisível.
- Steve Buscemi como Wayne Werewolf: Um lobisomem que é amigo de Drácula.
- Keegan-Michael Key como Murray, a múmia.
- Kathryn Hahn como Erika Van Helsing: Capitã do navio. Ela secretamente não gosta de monstros pelo seu bisavõ Van Helsing.
- Jim Gaffigan como Abraham Van Helsing: Bisavô de Ericka que é um lendário caçador de monstros e inimigo de Drácula.
- Fran Drescher como Eunice: A esposa do Frankenstein.
- Mel Brooks como Vlad Drácula, Um vampiro, o pai de Drácula.
- Sadie Sandler como Winnie Werewolf: A filha de Wayne e Wanda
- Genndy Tartakovsky como Blobby: Um monstro verde. Ele foi anteriormente dublado por Jonny Solomon em Hotel Transilvânia 2.
- Molly Shannon como Wanda: a mulher de Wayne.
- Chrissy Teigen como Crystal: Uma mulher invisível que é a nova namorada de Griffin.
- Joe Jonas como Kraken: Um monstro marinho gigante.